# Can Bosch (Gallifa)
Can Bosch és una masia del municipi de Gallifa (Vallès Occidental) inclosa en l'Inventari del Patrimoni Arquitectònic de Catalunya.

## Descripció
És una masia localitzada als afores de la població. Presenta una organització típica dels masos de la rodalia, dedicats a les tasques agrícoles: diverses edificacions juxtaposades, fruit d'ampliacions successives i per necessitats del terreny, col·locades a nivells diferents. El frontis de l'edifici principal està distribuït asimètricament, donada l'ampliació de la crugia lateral esquerra, en la que s'obrí una altra porta. El carener de la teulada corre perpendicular al frontis, el ràfec mostra una senzilla decoració.
La porta principal, és de forma arquitravada, menys usual en la zona, els llindars són de pedra tan pel que fa a les portes com les finestres. Sobre la porta hi ha tres finestres centrades, la del mig presenta sobre la llinda una data,1780. Els murs són de pedra i morter, reservant-se les pedres de mida més gran i més ben escairades per les cantoneres de l'edifici. Al voltant de la casa principal trobem diverses edificacions pròpies de la funció agrícola tals com corts, coberts, etc.

## Història
La data de la llinda (1780) indica que segurament el mas fou remodelat i ampliat a finals del segle xviii. Al llarg d'aquest segle, donada la millora econòmica i l'augment de població, a Gallifa es construïren noves edificacions i es van restaurar i ampliar les antigues, tal com deuria passar en aquest cas.